# Can Bertran (Sant Pere de Ribes)
Can Bertran és una obra de Sant Pere de Ribes (Garraf) protegida com a Bé Cultural d'Interès Local.

## Descripció
Masia situada al sud de la Urbanització de Can Lloses. És un edifici aïllat de planta rectangular i tres crugies. Consta de planta baixa i pis i té la coberta a dues vessants amb el carener paral·lel a la façana. S'hi accedeix per un portal d'arc escarser arrebossat que es troba descentrat en el frontis. La façana queda reforçada amb un contrafort que incorpora un pas en forma d'arc de mig punt. Al pis hi ha tres finestrals d'arc pla arrebossat amb ampits motllurats. El ràfec està acabat amb una imbricació de rajols i teules ceràmiques. La resta de façanes presenten poques obertures disposades de forma aleatòria, totes elles d'arc pla arrebossat. Des de la façana posterior s'observa que l'estructura està atirantada. A la façana de migdia hi ha adossats diversos cossos que es corresponen amb les dependències destinades a la producció de vi. El revestiment dels murs es manté arrebossat. La part frontal de la casa ha quedat tancada per un mur fet de blocs de formigó.

## Història
El llinatge dels Bertran apareix documentat en el fogatge del lloc de Ribes i Miralpeix de l'any 1553. Vers el segle xvii, una branca de la família va anar a viure a la masia de La Carretera. Segons consta en el llibre d'Apeo de l'any 1847, la masia pertanyia a Josep Bruna.